# Перцов, Николай Викторович
Никола́й Ви́кторович Перцо́в (р. 23 декабря 1944, Москва) — советский и российский лингвист, литературовед. Один из участников разработки лингвистической теории «Смысл ↔ Текст» Игоря Мельчука. Доктор филологических наук, ведущий научный сотрудник Института русского языка имени В. В. Виноградова Российской академии наук (ИРЯ РАН).

## Биография
Николай Перцов родился 23 декабря 1944 года в Москве в семье критика-литературоведа, маяковеда Виктора Перцова. После окончания средней школы поступил на отделение структурной и прикладной лингвистики филологического факультета Московского государственного университета имени М. В. Ломоносова.
По окончании в 1968 году университета работал главным образом в области формальной лингвистики, автоматического перевода, информационного поиска. Один из участников разработки лингвистической теории «Смысл ↔ Текст» Игоря Мельчука, в соавторстве с которым написал книгу по формальному описанию английского синтаксиса.
В 1978 году защитил диссертацию на соискание учёной степени кандидата филологических наук на тему «О понятии грамматического представления формы слова (на материале английского языка)».
В 1999 году защитил в Институте русского языка имени В. В. Виноградова Российской академии наук (ИРЯ РАН) диссертацию на соискание учёной степени доктора филологических наук на тему «Проблема инварианта в грамматической семантике».
Работал во Всесоюзном институте научно и технической информации (1968—1969), в Лаборатории машинного перевода 1-го Московского государственного педагогического института иностранных языков (1969—1976), в институте Информэлектро и Институте проблем передачи информации в группе исследователей под руководством Юрия Апресяна (1976—1986), во Всесоюзном научно-техническом информационном центре (1986—1990), в Российском государственном гуманитарном университете (1993—2000). С 2003 года работает в Институте русского языка имени В. В. Виноградова Российской академии наук.
Работал в Карлове университете (1987), Монреальском университете (1990, 1991, 1994), Нантском университете (1999, 2001, 2003).
С начала 1990-х годов занимается проблемами русской грамматики, лингвистической поэтики и текстологии. С начала 2000-х годов занимается рукописной текстологией — преимущественно на основе рукописей Александра Пушкина и Велимира Хлебникова.
Автор около 130 публикаций. Член диссертационного совета Института русского языка имени В. В. Виноградова Российской академии наук.

### Семья
- Отец — Виктор Осипович Перцов (1898—1980), советский литературовед, литературный критик[1].
- Жена (с 1971) — Наталья Николаевна Перцова (урождённая Моисеева, 1945—2015), советский и российский лингвист, литературовед[1].

## Участие в программных комитетах конференций
- 2018 — член организационного комитета конференции «От языковых машинных фондов к лингвистическим корпусам: памяти В. М. Андрющенко» (Москва)[3].